# Bundesparteitag der AfD 2020
Der Parteitag der Alternative für Deutschland im November 2020 fand am 28.–29. November im Wunderland Kalkar während der COVID-19-Pandemie statt. Neben dem Beschluss über ein Rentenkonzept wurde auch über einen Missbilligungsantrag gegen Parteichef Jörg Meuthen abgestimmt, der wegen seiner Eröffnungsrede, in der er den aktuellen Kurs der Alternative für Deutschland (AfD) kritisierte, scharf in der Kritik stand. 

## Kritik am Präsenzparteitag wegen der Corona-Maßnahmen
Viele Politiker, darunter Kalkars Bürgermeisterin Britta Schulz, Wissenschaftler und Bürger Kalkars kritisierten die Entscheidung der AfD, trotz der angespannten Corona-Situation einen Präsenzparteitag mit etwa 600 Delegierten abzuhalten. Andere Parteien haben ihre Parteitage verschoben oder digital durchgeführt. 
Die AfD klagte gegen die Maskenpflicht während des Parteitags; die Klage wurde jedoch aufgrund der hohen Infektionszahlen vom Oberverwaltungsgericht Nordrhein-Westfalen abgelehnt. Auf dem Parteitag achteten Ordnungsleute auf das Einhalten von Abstandsregeln und Maskenpflicht. Der Antrag von Dubravko Mandic, die Presse auszuschließen, wurde mit großer Mehrheit abgelehnt.

## Beschlüsse
Der Hauptgrund für diesen Parteitag war der Beschluss eines Rentenkonzepts. Bis dahin hatte die Partei kein festes Rentenkonzept. In dem Konzept war unter anderem vorgesehen, dass Versicherte ihr Rentenalter selbst entscheiden können; außerdem sollen Familien mit Kindern stärker bevorzugt werden. Ziel sei es, durch eine höhere Geburtenrate die demografischen Herausforderungen ohne Einwanderung zu bewältigen. Zudem soll die Verbeamtung einigen Berufsgruppen, etwa Politikern und Lehrern, vorenthalten sein. Die private Vorsorge sollte stärker gefördert werden.
Nachdem der Bundesvorstand-Beisitzer Andreas Kalbitz aus der Partei ausgeschlossen war, wurde die Bundestagsabgeordnete Joana Kotar zur Beisitzerin gewählt. Carsten Hütter wurde zum Schatzmeister gewählt, Christian Waldheim wurde zum stellvertretenden Schatzmeister gewählt. Beobachter ordnen alle drei Personen dem gemäßigten Lager zu.

## Diskussion über die Eröffnungsrede von Meuthen
In der Eröffnungsrede kritisierte der Co-Vorsitzende Jörg Meuthen das aktuelle Verhalten der AfD und ging auf den Umgang mit der Querdenkerbewegung, die Störaktion im Bundestag am 18. November und das Auftreten einiger AfD-Politiker ein. Unter anderem kritisierte er die Begriffe Corona-Diktatur und Ermächtigungsgesetz, die von einigen hochrangigen AfD-Politikern benutzt wurden.
Für diese Rede wurde er von vielen Parteikollegen, vor allem von den ex-„Flügel“-Mitgliedern, scharf kritisiert. Gauland bezeichnete die Rede als „spalterisch“, einige forderten sogar seinen Rücktritt. 
Am zweiten Tag stellte der Freiburger Stadtrat Dubravko Mandic, der wegen rechtsextremer Äußerungen parteiintern kritisiert wurde und daher bis 2022 keine Parteiämter bekleiden durfte, einen Missbilligungsantrag gegen Meuthen, der mit knapper Mehrheit abgelehnt wurde. Über eine Stunde lieferten sich die Meuthen-Befürworter und -Gegner einen Schlagabtausch bei der Diskussion über den Antrag. Die Meuthen-Gegner, die meist als Rechtsaußen gelten, kritisierten neben Meuthens Eröffnungsrede auch die Auflösung des rechtsextremen „Flügels“ und den Ausschluss Andreas Kalbitz’, wofür sich Meuthen eingesetzt hatte. Der Bundestagsabgeordnete Jürgen Pohl forderte den Austritt Jörg Meuthens aus der AfD. Die Meuthen-Befürworter kritisierten den Umgang mit Rechtsextremen in der Partei, verschiedene Partei-Skandale und die Konfrontationen gegen Meuthen, den sie verteidigten.

### Auswirkung auf das Parteigeschehen
Durch die Diskussionen um Jörg Meuthen, in denen sich die Parteimitglieder teilweise sehr scharf kritisierten, galt die Partei auch nach dem Parteitag weiterhin als gespalten. Aufgrund der Ablehnung des Missbilligungsantrags von Mandic und der als gemäßigt geltenden neuen Bundesvorstandsmitglieder sprachen die Medien von einem kurzzeitigen Sieg für das Meuthen-Lager, wobei Meuthen nun mehr Gegner habe als vor dem Parteitag. Der Parteitag hatte keine Auswirkungen auf die Umfrageergebnisse der AfD, die auch nach dem Parteitag niedriger lagen als bei der vorangegangenen Bundestagswahl.

## Gegendemonstrationen
Während des Parteitags in Kalkar gab es eine Gegendemonstration unter Corona-Auflagen vom Bündnis Aufstehen gegen Rassismus. Die Demonstration verlief friedlich.